# شاپرکان مکزیکی
شاپرکان مکزیکی (نام علمی: Doidae) نام یک تیره از بالاخانواده جغدی‌واران است.